# Побережье (Ивано-Франковская область)
Побережье (укр. Побережжя) — село в Езупольской поселковой общине Ивано-Франковского района Ивано-Франковской области Украины.
Население на 2024 год составляло около 2000 человек. Занимает площадь 19,05 км². Почтовый индекс — 77430. Телефонный код — 03436.